# Giuseppe Cainero
Giuseppe Cainero (Nimis, 31 luglio 1932 – Venaria Reale, 21 maggio 2020) è stato un ciclista su strada italiano, professionista dal 1956 al 1961 e vincitore del Campionato di Zurigo 1958.

## Carriera
Passista-scalatore, nato in Friuli ma trasferitosi sin dall'infanzia ad Altessano, frazione di Venaria Reale, tra i Dilettanti vinse, tra le altre corse, la Coppa Sicurtà, la Torino-Cuneo, il Trofeo Camurati e il titolo regionale piemontese di inseguimento su pista.
Passato professionista nel 1956 con la Carpano di Fausto Coppi e Ferdi Kübler, durante la prima stagione da pro prese parte alla Milano-Sanremo e ad altre classiche italiane, riportando il secondo posto alla Milano-Vignola, battuto dal solo Pierino Baffi, e finendo ottavo nella classifica del Campionato italiano; fu in evidenza anche in Svizzera, salendo sui podi di Campionato di Zurigo e Giro del Ticino. In quella stessa stagione d'esordio venne selezionato anche per partecipare al Giro d'Italia, che concluse superando la tragica tappa con arrivo al Monte Bondone.
Nel 1957 prese parte ad importanti classiche del nord Europa portandole a termine con piazzamenti onorevoli, ma fu ancora in Italia che raggiunse i risultati migliori, con piazzamenti in corse importanti come Sassari-Cagliari, Giro del Piemonte e salendo sul podio della classifica generale del Giro di Sicilia; confermò inoltre di essere particolarmente adatto al Campionato di Zurigo concludendolo al sesto posto.
Difatti proprio nella più importante corsa in linea elvetica l'anno seguente riuscì a conquistare il suo primo ed unico successo fra i professionisti, superando il campione uscente Hans Junkermann; in stagione fu anche in evidenza alla Milano-Sanremo, pur concludendola lontano dai primi. Nel 1960 chiuse quarto al Giro di Sicilia; terminò la carriera professionista nel 1961, al termine del sesto anno in maglia Carpano.
Dopo il ritiro fu comandante della Polizia Municipale di Venaria Reale. Si è spento nel maggio 2020, all'età di 87 anni.

## Palmarès
- 1958 (Carpano/Condor, una vittoria)

Campionato di Zurigo

## Piazzamenti

### Grandi Giri
- Giro d'Italia

1956: 37º

### Classiche monumento
- Milano-Sanremo

1956: 69º
1958: 127º
- Giro delle Fiandre

1957: 21º
- Parigi-Roubaix

1957: 49º
1959: 72º
- Giro di Lombardia

1958: 56º